# Parc de Muskau
Le parc de Muskau (en allemand : Muskauer Park) ou le parc Mużakowski (en polonais : park Mużakowski) est un jardin anglais dans la région de Haute-Lusace, partagé entre l'Allemagne et la Pologne. Créé par le prince Hermann von Pückler-Muskau, c'est l'un des plus grands parcs naturels en Europe centrale. Il s'étend entre la ville de Bad Muskau en Saxe et la ville de Łęknica dans la voïvodie de Lubusz, sur les deux côtés de la rivière Neisse. 
Depuis le 2 juillet 2004, le parc est inscrit sur la liste du patrimoine mondial de l'Organisation des Nations unies pour l'éducation, la science et la culture (UNESCO).

## Histoire

### Création et aménagement du parc (1815–1845)
Héritier du domaine de Muskau à la mort de son père en 1811, le comte (futur prince) Hermann von Pückler-Muskau passe une année à visiter les parcs des châteaux anglais. À son retour, il veut « embellir la ville par un grand et somptueux jardin » et propose en 1815 aux habitants de Muskau de créer un parc paysager. Il acquiert des terrains pour constituer une vaste aire d'un seul tenant, il fait déplacer le village de Köbeln et commence à aménager le parc selon des conceptions novatrices, avec l'aide de Jacob Heinrich Rehder (de), puis de son élève, le paysagiste Eduard Petzold, qui continuera à y œuvrer lorsque Pückler, criblé de dettes, doit vendre le domaine en 1845.

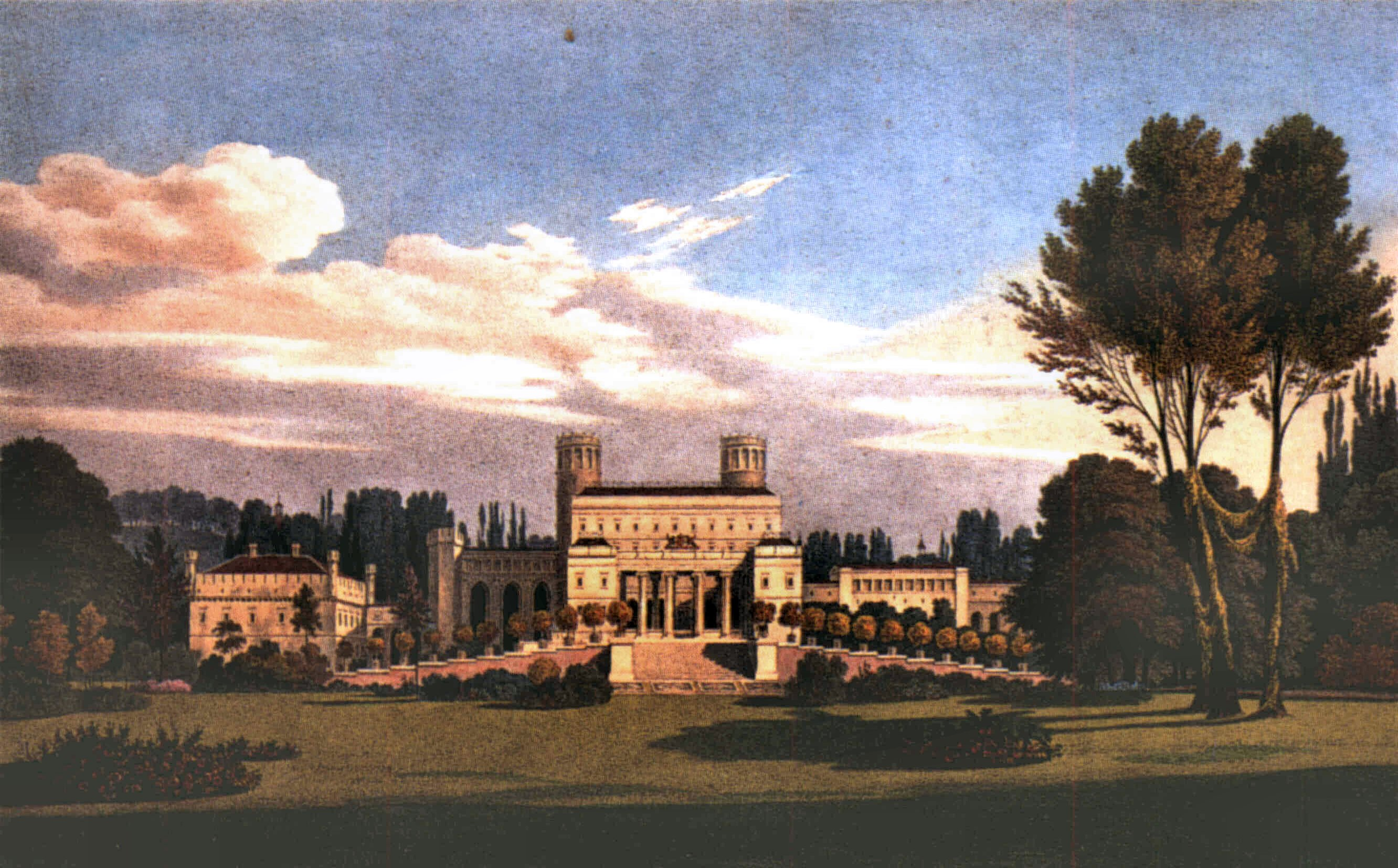
Le château de Muskau (1834) tel qu'il devait être reconverti d'après les plans de Schinkel.

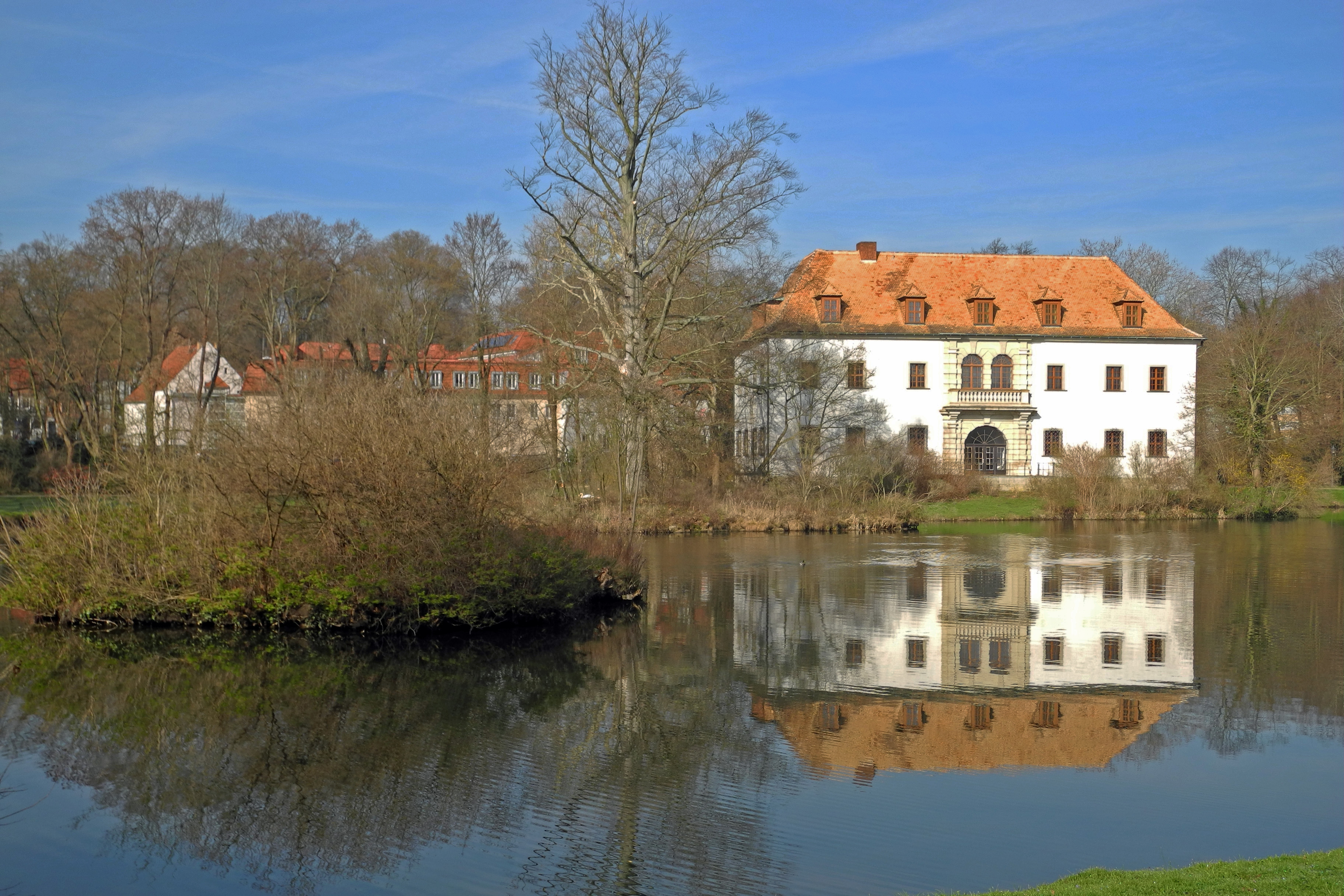
Vieux château.

En 1817, Pückler engage Rehder comme jardinier en chef. C'est à cette époque que sont également entamés les travaux autour du lac Lucie (baptisé ainsi en l'honneur de l'épouse de Pückler) et le long de la rivière Hermannsneiße. Deux ans plus tard, Pückler entre en contact avec Karl Friedrich Schinkel, architecte s'étant distingué entre autres dans la conception de parcs. Le lac Lucie est mis en eau en 1819. Les alentours du pavillon de chasse prennent des allures de forêt vierge. En 1820 est érigé le pavillon anglais et deux ans plus tard le pont anglais et le double pont. 
Pückler-Muskau fait venir la même année les paysagistes anglais Humphry Repton et Vernal pour aménager les lieux de plaisance (pleasure grounds (en)) à proximité du nouveau château. Les réaménagements des années 1823 à 1826 ont été imaginés par Repton. En 1823, plusieurs voies sont tracées, contournant le bosquet des chênes, menant au pavillon anglais, reliant le pont postal au double pont ou desservant l'ancienne faisanderie. L'année suivante, les écuries de la cour extérieure du château sont démolies, les restes des fortifications et du vieux pont sont rasés, des travaux d'excavation sont réalisés sur le lac Lucie et une nouvelle pépinière est installée sur la colline. La même année, Lucie von Pückler-Muskau fait aménager de vastes massifs autour des bâtiments des futurs thermes d'Hermann. En 1825, on procède à l'extension des pleasure grounds du parc du château jusqu'à la gloriette de la blanchisserie de cire, une clôture en fer est installée, l'allée menant au château est refaite et les thermes d'Hermann sont construits. En 1826, plusieurs ponts sont construits et le hêtre pourpre, alors déjà âgé de 40 ans, est acquis. Le 17 avril 1830 sont plantés sur la pelouse du château les trois gros peupliers du Canada. Sont en outre créées deux îles, l'île du Thé et l'île aux Cygnes. En 1832, le lac aux chênes est excavé et bordé d'une promenade. La maison des ananas, près de l'entrée du château est terminée en 1834.

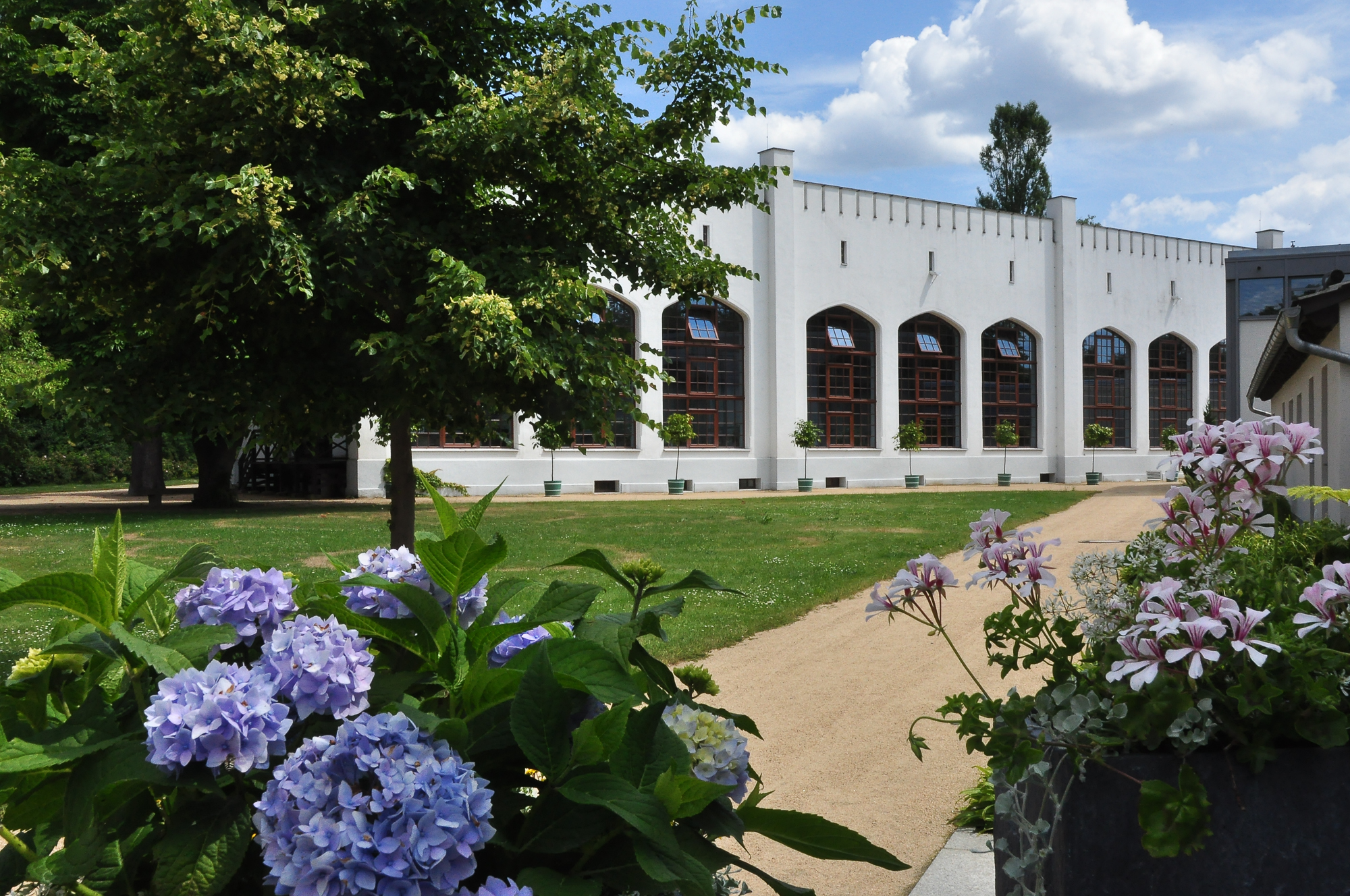
Orangerie.

Le pont rouge, érigé en 1836, s'inspire des bains romains du parc du palais de Sanssouci, à Potsdam, œuvre de Schinkel et Persius. Les prairies de Köbeln et de Braunsdorf sont intégrées dans le parc en 1841, lequel est élargi jusqu'à Lugknitz (aujourd'hui en territoire polonais). Le parc principal s'étend ainsi sur 168 ha, le parc des thermes et collines sur 89 ha.
L'ancienne brasserie est transformée en orangerie en 1844 sur des plans de Gottfried Semper et Maximilian Franz Strasser.
En 1845, Pückler doit vendre Muskau en raison de difficultés financières. Il se retire alors avec son épouse Lucie dans sa propriété de Branitz, qu'il transforme aussi en parc à l'anglaise.

### Extension (1845–1945)

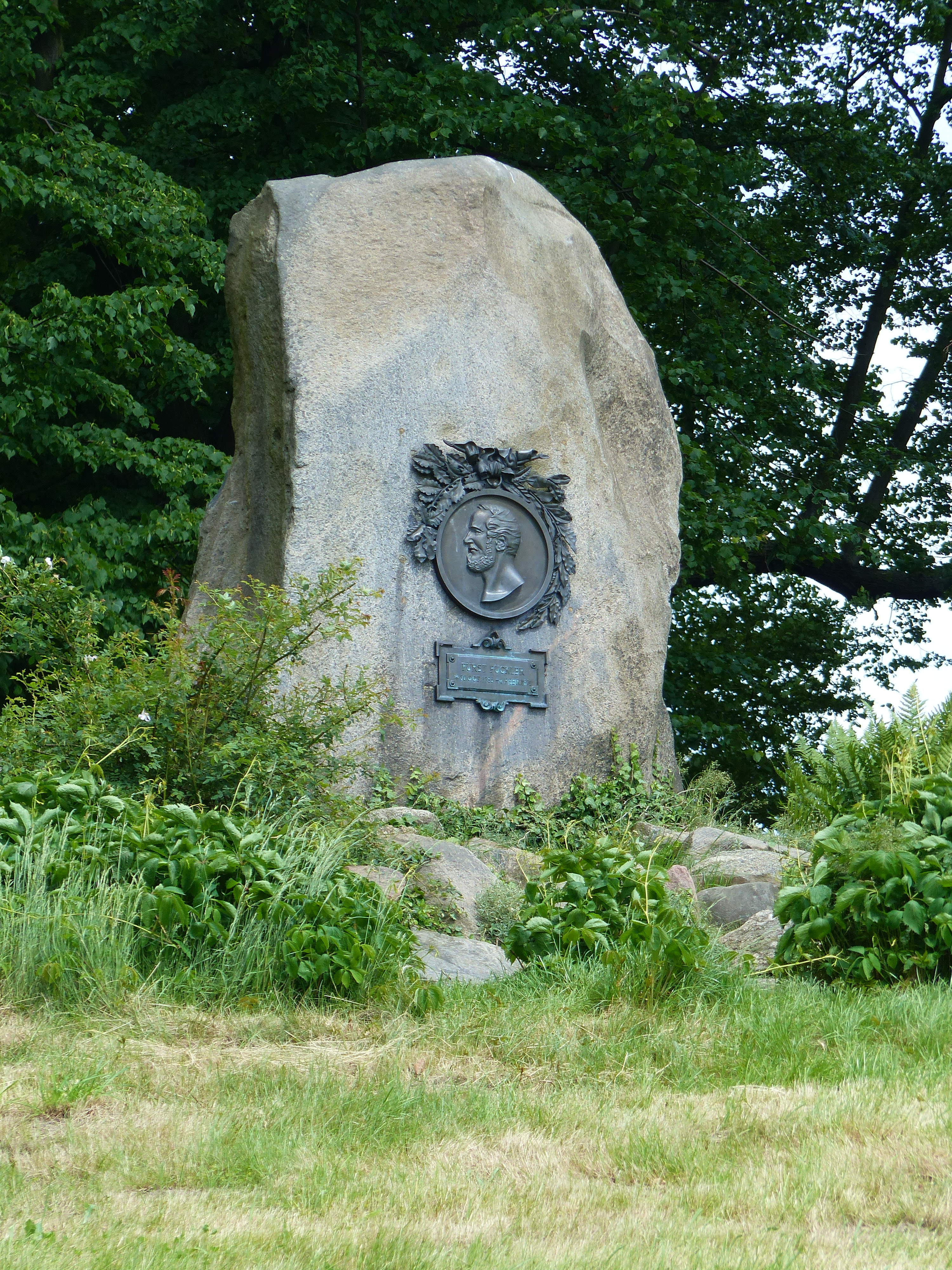
Stèle de Pückler dans la partie polonaise du parc.

La seigneurie de Muskau passe ensuite en la possession des comtes Ferdinand von Nostitz, puis Edmund et Maximilian von Hatzfeld (1845), du prince Frédéric d'Orange-Nassau (1846), de la princesse Marie des Pays-Bas (1881) et de Traugott Hermann von Arnim-Muskau (1883) et demeure propriété de la famille Arnim. En 1852, Eduard Petzold est engagé par le prince des Pays-Bas comme directeur du parc et des jardins. Les statues de lions de la rampe du château sont posées en 1857. Le parc connaît encore plusieurs extensions et atteint en 1861 une superficie de 500 ha. Le vieux et le nouveau château ainsi que l'hôtel des chevaliers sont reconvertis de 1863 à 1866 en style néo-Renaissance selon des plans de Maximilian Franz Strasser et de Herman Wentzel. En 1864, les mines d'alunite, désaffectées, sont intégrées dans le parc. Carl Wilhelm Roth devient inspecteur des jardins et du parc en 1878.
Le mausolée est inauguré le 20 septembre 1888.
En 1901, la stèle de Pückler quitte l'Arboretum pour être posée au Hilkes Berg. À la place du temple de la persistance imaginé par Pückler est dressé en 1902 un monument à Pückler.
Lorsque, en 1929, la gestion du parc est confiée à l'Office des forêts, sa superficie est de 545,36 ha. En 1931, 241 ha du parc sont déclarés réserve naturelle.

### Division du parc (1945–2001)

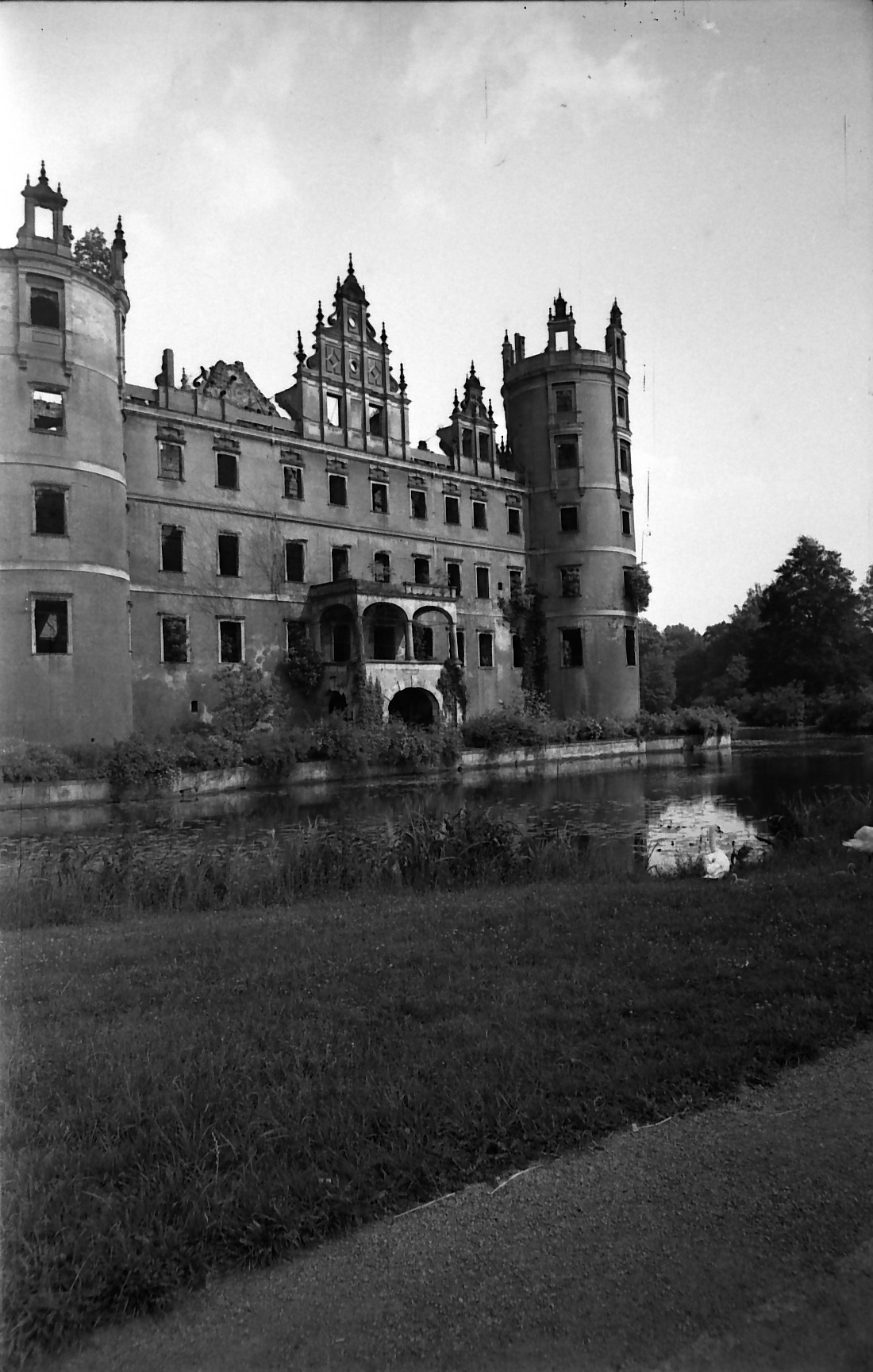
État du château au milieu des années 1980.

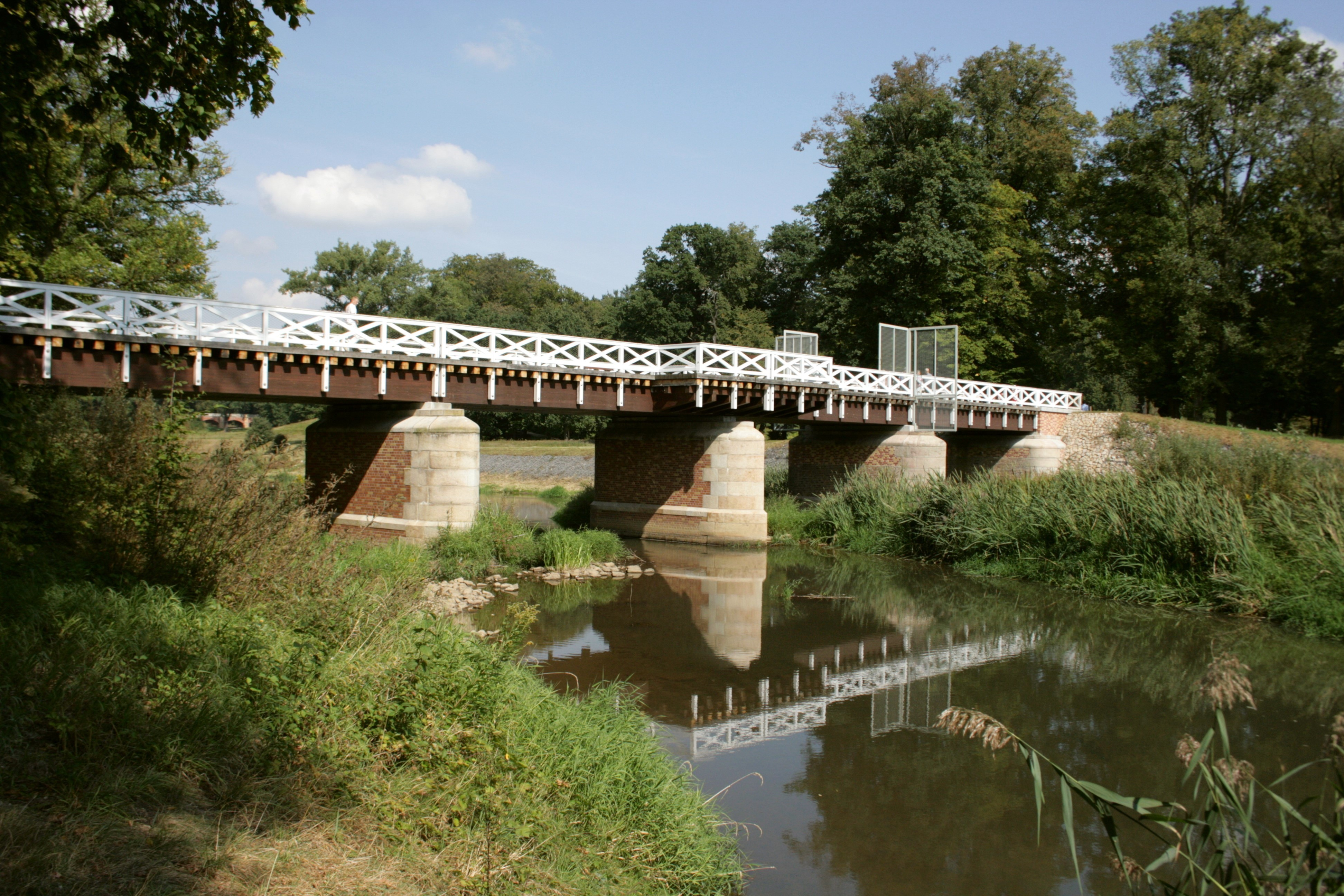
Double pont sur la Neisse.

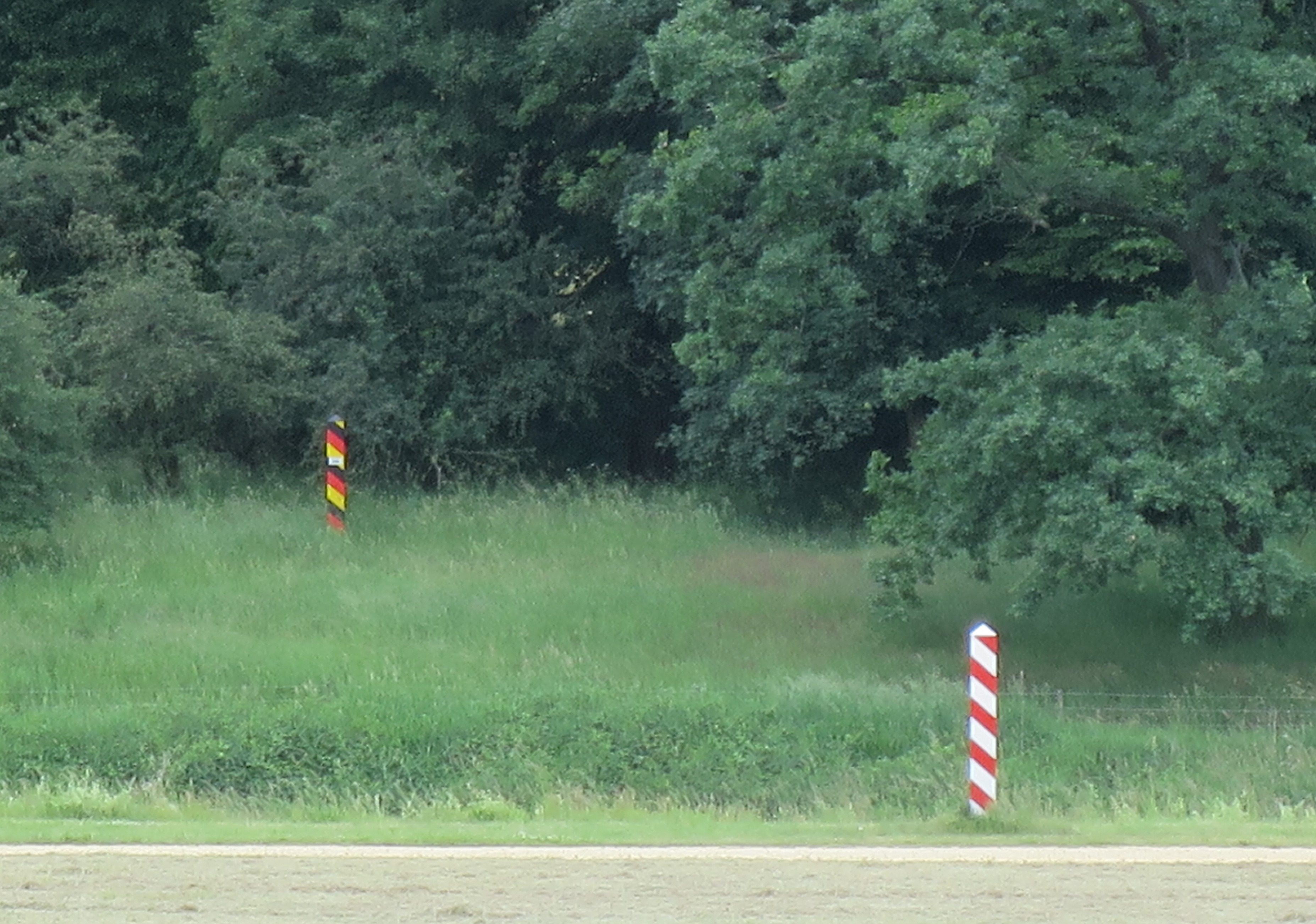
Frontière nationale à l'intérieur du parc

Pendant la Seconde Guerre mondiale, les forces allemandes de défense patrouillaient depuis février 1945 sur le territoire du parc. Au matin du 16 avril, l'Armée rouge entame la bataille de la ligne Oder-Neisse. Les bâtiments et les arbres du parc sont gravement endommagés. Fin mai 1945, les soldats soviétiques incendient le nouveau château.
L'accord de Potsdam ayant déclaré la Neisse comme frontière entre la Pologne et l’Allemagne, 370 ha du parc se trouvent désormais en territoire polonais et 200 ha en territoire allemand. Après la guerre, quelques prairies du parc sont provisoirement plantées en légumes et pommes de terre et 19 ha sont bâtis. La partie allemande du parc devient en 1949 propriété de la ville de Muskau.
L'entretien du parc avait déjà été négligé par les comtes d'Arnim, expropriés en 1945, et fit tout d'abord l'objet de controverses sous le régime de la RDA, parce que le prince Pückler-Muskau était dénigré comme Junker. Le pavillon tropical est néanmoins ouvert en 1959. Le paysagiste Tycho Stracke (1929–2019) entreprend à partir de 1961 des travaux visant à reconstituer le parc, travaux qui seront poursuivis par le directeur du parc Kurt Kurland (1926–2009). C'est alors que le parc, jusque-là réserve naturelle, est mis sous protection au titre du patrimoine culturel aux fins de préserver son caractère. En 1965, la reconstruction du vieux château est entamée et les tranchées datant de la guerre sont comblées en 1967.
La Pologne avait appliqué au parc uniquement des mesures de protection de la nature, de sorte que celui-ci était envahi jusque dans les années 1990 par une végétation exubérante. Par la suite, des opérations de débroussaillement furent menées en coopération entre la Pologne et l'Allemagne.

### Inscription au patrimoine mondial de l'UNESCO

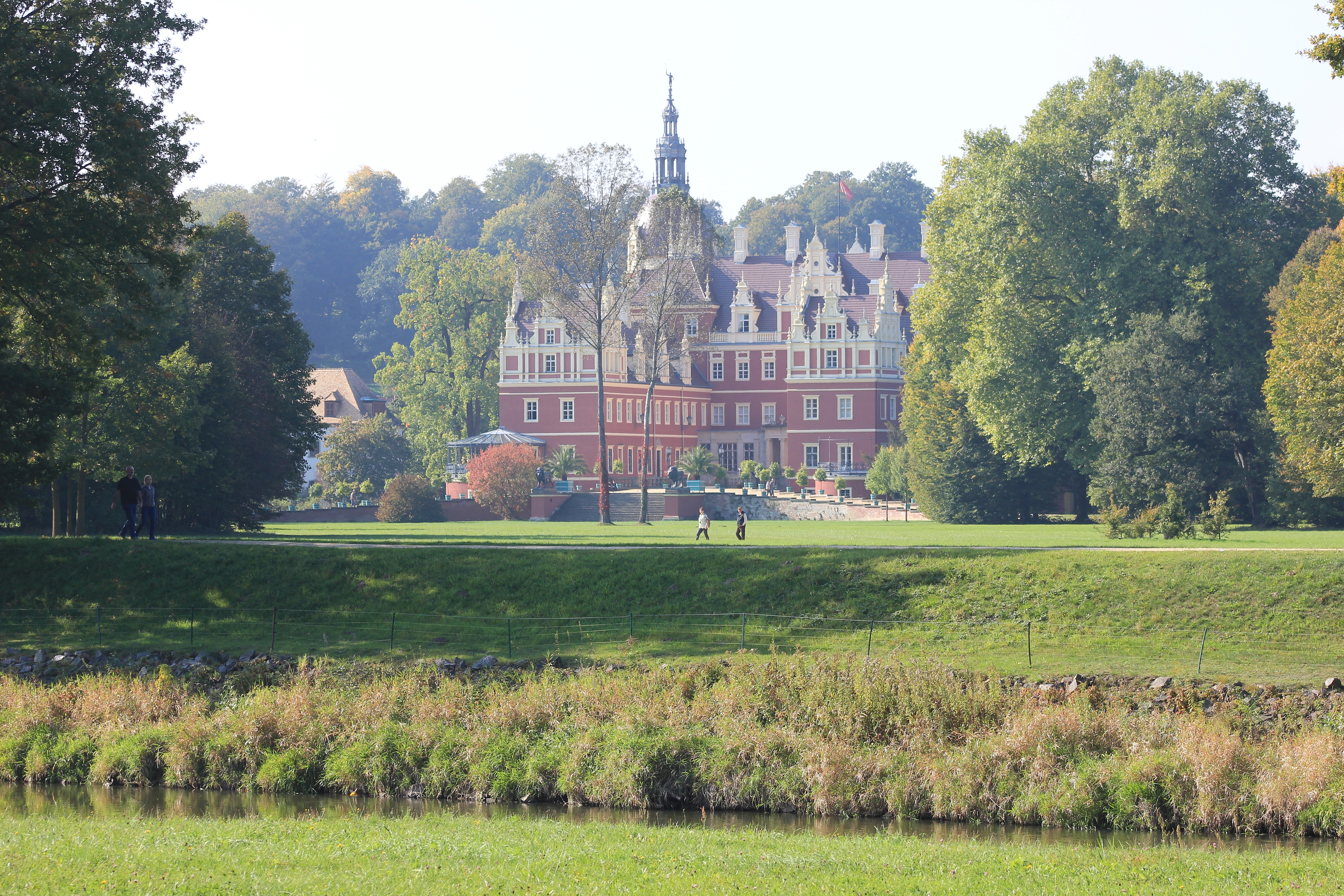
Vue du nouveau château à partir de la partie polonaise du parc.

Le 2 juillet 2004, le parc de Muskau est inscrit au patrimoine mondial de l'UNESCO.
Le parc englobait à l'origine la ville de Muskau et plusieurs villages. Sont actuellement inclus dans le parc le « nouveau château », déjà remanié par Pückler et dont la façade a fait l'objet d'une profonde rénovation achevée en 2011, un musée dans le « vieux château » de style Renaissance, le pavillon tropical avec ses cactées, l'hôtel des chevaliers, affecté actuellement aux bains de boue, le parc des thermes et le parc paysager, ainsi que l'orangerie. L'« Arboretum muscaviense », pépinière aménagée par Petzold, jouissant d'une renommée européenne pour la diversité des espèces qu'elle abritait, n'a par contre pas été conservé. Le pont anglais reconstruit sur la Neisse a été inauguré en 2011.